# Пътешествие до луната (филм, 2021)
„Пътешествие до луната“ (на английски: Moonbound) е австрийско-немска компютърна анимация от 2021 г. на режисьора Али Самади Ахади, който е съсценарист с Арни Нолтинг и копродуцент с Армин Хофман. Филмът е базиран на книгата „Пътешествието на малкия Питър до Луната“, написана от Гердт фон Басевиц. Музиката е записана от Виенския симфоничен оркестър в Австрия.

## В България
В България филмът излиза по кината на 8 септември 2023 г. и е разпространяван от „Александра Филмс“.
Гала премиерата на филма се проведе на 5 септември 2023 г. Кино Арена, The Mall.